# Tennis de table aux Jeux du Commonwealth de 2006
Navigation
Édition précédente Édition suivante
Les compétitions de Tennis de table des Jeux du Commonwealth 2006 se sont déroulées du 16 au 26 mars 2006 à Melbourne en Australie.
Il y a huit épreuves, simples et doubles chez les hommes et les femmes, un double mixte et les compétitions par équipes hommes et femmes. Un simple pour athlète en fauteuil femmes est également disputé.

## Résultats
| Event                  | Or                                          | Argent                                    | Bronze                            |
| ---------------------- | ------------------------------------------- | ----------------------------------------- | --------------------------------- |
| Simple messieurs       | Kamal Sharath Achanta                       | William Henzell                           | Segun Toriola                     |
| Simple dames           | Zhang Xueling                               | Li Jiawei                                 | Xu Yan                            |
| Double messieurs       | Nigeria Monday Merotohun (en) Segun Toriola | Angleterre Andrew Baggaley Andrew Rushton | Singapour Cai Xiaoli Yang Zi      |
| Double dames           | Singapour Li Jiawei Zhang Xueling           | Singapour Sharon Tan Xu Yan               | Australie Lay Jian Fang Miao Miao |
| Double mixte           | Singapour Zhang Xueling Yang Zi             | Singapour Li Jiawei Cai Xiao Li           | Singapour Tan Paey Fern Jason Ho  |
| Équipe hommes          | Inde                                        | Singapour                                 | Nigeria                           |
| Équipe dames           | Singapour                                   | Australie                                 | Inde                              |
| Dames souffrant de SED | Susan Gilroy                                | Faith Obiora                              | Catherine Mitton                  |

## Tableau des médailles
| Rang  | Nation     | Or | Argent | Bronze | Total |
| ----- | ---------- | -- | ------ | ------ | ----- |
| 1     | Singapour  | 4  | 4      | 3      | 11    |
| 2     | Inde       | 2  | 0      | 1      | 3     |
| 3     | Nigeria    | 1  | 1      | 2      | 4     |
| 4     | Angleterre | 1  | 1      | 1      | 3     |
| 5     | Australie  | 0  | 2      | 1      | 3     |
| Total | Total      | 8  | 8      | 8      | 24    |